# Talking Heads: 77
Talking Heads: 77 é o álbum de estreia da banda norte-americana de rock Talking Heads. Foi gravado em abril de 1977 no Sundragon Studios em Nova Iorque e lançado em 16 de setembro daquele mesmo ano pela Sire Records. O single "Psycho Killer" alcançou a 92ª posição na tabela musical estadunidense Billboard Hot 100. O grupo queria que o álbum "transmitisse uma mensagem moderna sobre a importância de assumir o controle de sua própria vida", enquanto ainda fosse divertido de ouvir. Em 2024, o álbum recebeu uma versão Super Deluxe.

## Contexto
Desde os primeiros dias do grupo, os Talking Heads foi abordado por várias gravadoras para um possível contrato. A primeira pessoa a se aproximar da banda foi Mark Spector, da Columbia Records, que viu a banda apresentando-se no clube CBGB e os convidou para gravar uma demo. Em seguida viria Mathew Kaufman, da Beserkley Records, Kaufman trouxe o trio para o K&K Studios em Long Island para gravar outra demo de três canções: "Artists Only", "Psycho Killer" e "First Week, Last Week". Kaufman ficou satisfeito com os resultados, mas a banda sentiu que precisaria melhorar drasticamente antes de entrar novamente em um estúdio de gravação. O grupo também enviou a demo da Columbia para a Arista Records.
Em novembro de 1975, Seymour Stein, um representante da Sire Records, assistiu os Talking Heads abrindo um show dos Ramones. Ele gostou da canção "Love → Building on Fire", e no dia seguinte, ofereceu um contrato de gravação, mas o grupo ainda não tinha certeza sobre suas habilidades de estúdio e queria um segundo guitarrista e um tecladista para ajudar a melhorar seu som. Eles concordaram em avisá-lo quando se sentissem mais confiantes.
Um mês depois, Lou Reed, que tinha visto alguns shows da banda no CBGB, convidou o trio para seu apartamento, onde começou a apontar certos desvios nas apresentações do grupo, inclusive dizendo-lhes para desacelerar a canção "Tentative Decisions", que originalmente era mais rápida. Durante o café da manhã em um restaurante local, Reed expressou o desejo de produzir o primeiro álbum do grupo e queria apresentá-los ao seu empresário, Jonny Podell. Naquele mesmo dia, Podell chamou o trio para se encontrar em seu escritório, onde imediatamente lhes ofereceu um contrato de gravação.
Para auxiliar na contratação, o grupo procurou o advogado Peter Parcher, amigo do pai do baterista Chris Frantz. No dia seguinte, o trio visitou o escritório de Parcher, onde o mesmo pediu a seu parceiro Alan Shulman para examinar o contrato. Shulman disse ao grupo para não assinar o acordo, ou então Reed e Podell teriam todos os direitos do álbum e receberiam todo o lucro. Os Talking Heads recusaram o contrato, porém mantiveram um relacionamento respeitoso com Reed.

### Entrada de Jerry Harrison na banda e contrato com a Sire Records
Por volta de agosto de 1976, Chris Frantz recebeu o número de Jerry Harrison, dado pelo ex-baixista do Modern Lovers, Ernie Brooks. Brooks assegurou a Frantz que Harrison não era apenas um ótimo tecladista, mas também um ótimo guitarrista, duas coisas que a banda estava procurando. Quando Frantz ligou para Harrison, ele ainda estava deprimido com o término da formação original do Modern Lovers e havia acabado de se matricular na Universidade Harvard, sem certeza de se juntar a uma nova banda. No entanto, após descobrir que várias gravadoras estavam interessadas em assinar com o grupo, ele concordou em ouvi-los tocar ao vivo. Frantz reservou um show local para Harrison em Cambridge, Massachusetts. Quando o grupo começou a se apresentar, eles não encontraram Harrison à vista, mas eventualmente o viram no meio da plateia, observando seriamente a banda e parecendo descontente. Após o show, Frantz perguntou a Harrison o que ele havia pensado. Harrison não respondeu até o dia seguinte, dizendo que não ficou impressionado com o show, mas ficou intrigado. Ele disse que gostaria de fazer uma jam session em Nova Iorque, mas avisou que não se juntaria oficialmente até que eles tivessem um contrato de gravação.
No final de setembro, o grupo começou a considerar a Sire Records novamente e pediu conselhos a Danny Fields, empresário dos Ramones. Fields elogiou a gravadora apesar de dizer "ter suas falhas". Em 1º de novembro, o trio se encontrou com Seymour Stein novamente no escritório de Shulman e assinou um contrato com o selo, com um adiantamento permitindo que o trio fizesse da música sua carreira em tempo integral.

## Produção
As sessões de gravação começaram no Sundragon Studios, em Nova Iorque no final de 1976, onde o grupo gravou a faixa "New Feeling" e o single "Love → Building on Fire". Jerry Harrison não estava presente nessas sessões, pois ainda não havia sido informado de que o grupo havia recebido um contrato de gravação. Estas sessões foram produzidas por Tony Bongiovi e Tom Erdelyi. Após ouvir sobre a gravação, Harrison disse estar ansioso para participar e, em janeiro de 1977, o trio foi para o seu apartamento em Ipswich para ensaiarem as canções e fazer algumas apresentações na área.
Em abril, as gravações para o álbum começaram com o grupo finalmente como um quarteto. Tony Bongiovi e Lance Quinn atuaram nessas sessões, com Ed Stasium como engenheiro de som. Frantz afirma que Stasium fez a maior parte do trabalho no álbum, "enquanto Bongiovi atendia telefonemas, lia revistas ou falava sobre aviões". Bongiovi estava insatisfeito com as performances do grupo, muitas vezes pedindo sete ou oito tomadas de uma canção, mesmo depois do melhor deles já ter sido gravado. O grupo sentiu que Bongiovi era condescendente, e que ele estava tentando fazê-los soar como uma banda diferente. Ele também foi rude com a baixista Tina Weymouth. Stasium e Quinn estavam cheios de entusiasmo com o grupo.
A primeira faixa a ter os vocais gravados foi "Psycho Killer". Alegadamente, durante a gravação desta faixa, Bongiovi entrou na cozinha do estúdio e deu uma faca a Byrne, dizendo-lhe para entrar no personagem ao cantar. Byrne simplesmente respondeu com "Não, isso não vai funcionar" e a banda fez uma pausa. Durante o intervalo, Byrne confessou que se sentiu desconfortável cantando com Bongiovi assistindo e pediu a Stasium que o retirasse dali. Stasium sugeriu que ele gravasse enquanto Bongiovi não estivesse por perto, antes dele chegar ou depois dele sair. 
Em duas semanas, as gravações estavam feitas, porém ainda precisariam de overdubs. As sessões foram interrompidas quando Ken Kushnick, um dos representantes da gravadora, chegou oferecendo a eles a chance de fazer uma turnê pela Europa com os Ramones como forma de promover o single "Love → Building on Fire". Durante a turnê, o grupo continuou a desenvolver seu som e, em 14 de maio, se apresentou no Rock Garden em Covent Garden, Londres, onde John Cale, Brian Eno e Chris Thomas assistiam. Linda Stein, co-empresária dos Ramones, trouxe Cale, Eno e Thomas para os bastidores após o show, onde todos se cumprimentaram. Thomas supostamente ouviu Cale dizer a Eno: "Eles são meus, seu desgraçado!". Todos os integrantes do Talking Heads já conheciam Cale, pois ele havia produzido o álbum de estreia dos Modern Lovers, e assistia regularmente os shows do trio original no CBGB.
Após a reunião, todos foram ao clube Speak para beber e conversar. Thomas recusou a oportunidade de substituir Bongiovi como produtor para as sessões restantes do álbum. Quando o grupo retornou aos Estados Unidos em 7 de junho, eles marcaram uma sessão de gravação de quatro dias no ODO Studios para gravar outros vocais e overdubs, e também mixar o álbum. Assim, o álbum estaria finalizado.

## Recepção crítica
| Críticas profissionais        | Críticas profissionais |
| Avaliações da crítica         | Avaliações da crítica  |
| Fonte                         | Avaliação              |
| ----------------------------- | ---------------------- |
| AllMusic                      | [ 17 ]                 |
| Chicago Tribune               | [ 18 ]                 |
| Christgau's Record Guide      | A−                     |
| Encyclopedia of Popular Music | [ 20 ]                 |
| The Irish Times               | [ 21 ]                 |
| Mojo                          | [ 22 ]                 |
| Pitchfork                     | 8.6/10                 |
| The Rolling Stone Album Guide | [ 24 ]                 |
| Spin Alternative Record Guide | 9/10                   |
| Uncut                         | [ 26 ]                 |

O crítico musical Robert Christgau do periódico The Village Voice disse, em 1977, que enquanto "um disco de estreia muitas vezes parecerá excessivamente refinado (...) para uma banda", quanto mais ele ouvia o álbum, mais ele acreditava que "'os Heads' se propunham a superar tais limitações", e conseguiram com 77.
Como Sparks, são crianças mimadas, mas sem a insensibilidade ou a misoginia adolescente; como o Yes, eles são fracos, mas sem imprecisão ou romantismo barato. Cada harmonia tilintante é corrigida com um grito, cada homilia de autoajuda contextualizada dramaticamente, de modo que no final o disco prova não apenas que o desapego do ofício pode coexistir com uma intensidade assustadora de sentimento – algo que a maioria dos artistas sabe – mas que a mais raiva inarticulada pode ser racionalizada. O que significa que eles são punks, afinal.— Robert Christgau
Em 2003, o álbum ficou em 290º lugar na lista da revista Rolling Stone dos "500 Maiores Álbuns de Todos os Tempos", e desceu para 291º em uma revisão da lista em 2012. O álbum também foi incluído no livro de Robert Dimery, 1001 Albums You Must Hear Before You Die (2002).

## Relançamento
Em 2005, o álbum foi remasterizado e relançado pela gravadora Warner Music Group em formato DualDisc com cinco faixas bônus. O DVD-Audio incluía mixagens estereofônica e surround 5.1 de alta resolução, bem como uma versão Dolby Digital e vídeos da banda tocando "Pulled Up" e "I Feel It in My Heart". A reedição foi produzida por Andy Zax com a participação dos Talking Heads. O álbum foi relançado em vinil em 18 de abril de 2009, para o Record Store Day. Em 2024, 77 recebeu uma versão Super Deluxe.

## Lista de faixas
Todas as letras escritas por David Byrne, exceto a indicada: . 
| Lado um |                             |         |  |
| N.º     | Título                      | Duração |  |
| 1.      | "Uh-Oh, Love Comes to Town" | 2:48    |  |
| 2.      | "New Feeling"               | 3:09    |  |
| 3.      | "Tentative Decisions"       | 3:04    |  |
| 4.      | "Happy Day"                 | 3:55    |  |
| 5.      | "Who Is It?"                | 1:41    |  |
| 6.      | "No Compassion"             | 4:47    |  |

| Lado dois |                                    |                       |         |  |
| N.º       | Título                             | Compositor(es)        | Duração |  |
| 1.        | "The Book I Read"                  |                       | 4:06    |  |
| 2.        | "Don't Worry About the Government" |                       | 3:00    |  |
| 3.        | "First Week/Last Week… Carefree"   |                       | 3:19    |  |
| 4.        | "Psycho Killer"                    | Byrne Frantz Weymouth | 4:19    |  |
| 5.        | "Pulled Up"                        |                       | 4:29    |  |

| Faixas bônus – Reedição de 2005 |                                |         |  |
| N.º                             | Título                         | Duração |  |
| 1.                              | "Love → Building on Fire"      | 3:00    |  |
| 2.                              | "I Wish You Wouldn't Say That" | 2:39    |  |
| 3.                              | "Psycho Killer" (Acústico)     | 4:20    |  |
| 4.                              | "I Feel It in My Heart"        | 3:15    |  |
| 5.                              | "Sugar on My Tongue"           | 2:36    |  |

## Ficha técnica
Talking Heads
- David Byrne – vocais principais, guitarras
- Chris Frantz – bateria, tambor de aço[33][34]
- Jerry Harrison – guitarras, teclados, vocais de apoio
- Tina Weymouth – baixo elétrico

Músicos adicionais
- Arthur Russell – violoncelo (em "Psycho Killer – Acústico")

Produção
- Tony Bongiovi – produção
- Lance Quinn – produção
- Joe Gastwirt – masterização
- Ed Stasium – engenheiro de som
- Mick Rock – fotografia da contracapa

## Posição nas tabelas musicais
Talking Heads: 77
| Paradas (1978)                 | Melhor posição |
| ------------------------------ | -------------- |
| Reino Unido (OCC)              | 60             |
| Estados Unidos (Billboard 200) | 97             |

"Psycho Killer"
| Parada (1978)                      | Melhor posição |
| ---------------------------------- | -------------- |
| Estados Unidos (Billboard Hot 100) | 92             |